# Huset (Aarhus)
 For alternative betydninger, se Huset. (Se også artikler, som begynder med Huset)
HUSET er/var et beboer/DIY/aktivitetshus for hele Aarhus med åbne, arbejdende værksteder. HUSET blev oprettet i 1972 og dengang i det tidligere Aarhus Museum . Det er en nyklassicistisk bygning fra 1877, tegnet af bygningsinspektør V.Th. Walther, der nu huser produktionscenteret for musik, PROMUS 
HUSET startede oprindeligt som et besat ungdomshus i 1972, efter at Forhistorisk Museum var flyttet til Moesgård. Indtil 1997 havde HUSET sit eget koncertsted kaldet "husets Musikteater". Grundet interne stridigheder på HUSET, løsrev folkene sig bag HUSETs Musikteater sig i 1997 og stiftede projektet VoxHall. Dette fik yderligere tilskud fra kommunen og blev nyistandsat. VoxHall har meget alsidigt musik på programmet og har bevaret noget af den oprindelige ånd fra HUSET. Dette beviste de senest da VoxHall sammen med Kulturgyngen sagde ja til at afholde tre dages flyttefest for HUSET, hvoraf VoxHall lagde hus til de to. Dette skete som led i kampen for at videreføre HUSET, som pr. 1/1 2008 mistede brugsretten til bygningerne og det kommunale driftstilskud. 1. januar 2008 flyttede huset adresse til Vesterbro Torv 1-3, kun et stenkast derfra. 
Den 1. januar 2012 blev HUSETs værksteder (efter en lille navne-afstikker over Byens Åbne Værksteder) til Godsbanens Åbne Værksteder og flyttede i nye, lyse og rummelige lokaler på Kulturproduktionscentret Godsbanen i Skovgaardsgade  ikke langt derfra 